# 檜原村立檜原小学校
檜原村立檜原小学校（ひのはらそんりつ ひのはらしょうがっこう）は、東京都西多摩郡檜原村にある公立小学校。2011年（平成23年）4月1日より、檜原村立檜原中学校を合わせて檜原学園として小中一貫教育を実施している。

## 沿革
- 1873年（明治6年） - 旧「檜原小学校」開校。
- 1874年（明治7年） - 「共励小学校」開校。
- 1982年（昭和57年）4月1日 - 旧「檜原小学校」と「共励小学校」を統合し、「檜原村立檜原小学校」として再開校[3]。
- 1983年（昭和58年）3月16日 - 体育館完成[3]。
- 1984年（昭和59年）
  - 4月1日 - 1874年（明治7年）開校の「南檜原小学校」と、1900年（明治33年）開校の「北檜原小学校」を吸収合併[3]。
  - 8月1日 - プール起工。特別活動室（ホール）防音工事着工[3]。
- 1985年（昭和60年）
  - 4月1日 - 第三次統合を早め、1874年（明治7年）開校の「南秋川小学校」を統合[3]。
  - 5月2日 - 普通教室増築工事着工[3]。
  - 10月5日 - 普通教室増築完成[3]。
- 1986年（昭和61年）4月1日 - 第三次統合により、1874年（明治7年）開校の「数馬小学校」「北秋川小学校」「藤倉小学校」を吸収合併し、数馬分校を置く[3]。
- 1987年（昭和62年）3月17日 - 校歌・校章及び開校記念日（5月7日）制定する[3]。
- 1989年（平成元年）8月3日 - 校舎外壁塗装工事[3]。
- 1994年（平成6年）11月4日 - プールドーム化完成[3]。
- 1996年（平成8年）
  - 2月23日 - コンピューター設置（本校17台・分校3台）[3]。
  - 8月30日 - 遊具等塗装工事[3]。
- 1997年（平成9年）7月22日 - 校舎・体育館外壁塗装工事、屋上防水工事[3]。
- 1998年（平成10年）
  - 7月21日 - 温水シャワー設置[3]。
  - 8月31日 - 校庭整備[3]。
- 1999年（平成11年）
  - 3月25日 - 数馬分校閉校式挙行[3]。
  - 8月31日 - 空調設備。プール外壁塗装工事[3]。
- 2000年（平成12年）8月31日 - ホール床木製改修・体育館フロアー修理[3]。
- 2001年（平成13年）8月31日 - 校舎内塗装工事[3]。
- 2002年（平成14年）
  - 3月31日 - 体育館屋根防水工事。裏山落石防止柵工事[3]。
  - 4月1日 - 新教育課程による学校週五日制完全実施[3]。
  - 8月31日 - 校舎内塗装工事を実施し、教室木質化[3]。
- 2003年（平成15年）
  - 6月19日 - プール塗装工事[3]。
  - 8月27日 - たんぽぽ教室木質化工事[3]。
- 2004年（平成16年）
  - 8月31日 - 事務室木質化工事[3]。
  - 10月4日 - 学校巡回監視員配置[3]。
  - 12月25日 - 学校遊具工事[3]。
- 2005年（平成17年）8月9日 - インターネット光ファイバー接続[3]。
- 2006年（平成18年）8月24日 - 保健室・5学年教室・6学年教室木質化工事[3]。
- 2007年（平成19年）8月29日 - 1学年から4学年教室木質化工事[3]。
- 2008年（平成20年）8月25日 - 各階トイレ木質化工事[3]。
- 2009年（平成21年）
  - 8月25日 - 校長室・学校図書館・1階廊下木質化工事[3]。
  - 12月2日 - 校庭改修工事[3]。
- 2010年（平成22年）10月25日 - 体育館空調設備工事[3]。
- 2011年（平成23年）
  - 5月14日 - 檜原学園開園式挙行[3]。
  - 8月31日 - 太陽光発電システム設置[3]。
- 2017年（平成29年）8月 - 教育相談室、あすなろルーム、少人数算数教室、4学年教室の整備[3]。
- 2020年（令和2年）8月 - 児童用タブレットPC整備[3]。
- 2021年（令和3年）3月 - 各学年教室への電子黒板整備[3]。

## 通学区域
- 檜原村全域[4]

## アクセス
- JR五日市線武蔵五日市駅から西東京バス「五14」・「五18」・「五滝10」・「五里10」・「五里18」の各系統で、「払沢の滝入口」バス停下車後、約250m・徒歩約4分。